# История Монголии
История Монголии, государства в Восточной Азии.

## Доисторический период

### Палеолит
В Монголии на раннепалеолитических местонахождениях открытого типа (Нарийн-Гол-18 и др.) найдены сильно корродированные галечные орудия типа чопперов, чоппингов, орудий с носиком, галечных нуклеусов, массивных скребел. Древнейшие слои в пещере Цаган Агуй, содержащие каменные орудия, датированы возрастом не менее 500 тыс. лет назад.
Нижние горизонты 6-7 стоянки Харганын-Гол-5 в Северной Монголии могут быть отнесены к финальному среднему палеолиту. На основании комплексов стоянки Харганын-Гол-5 впервые на территории Северной Монголии может быть выделен комплекс признаков, характерных для среднего палеолита. Горизонт 5 характеризуется сочетанием среднепалеолитических леваллуазских традиций в первичном расщеплении и верхнепалеолитических типов орудий. Согласно радиоуглеродному анализу возраст культурного горизонта 5 древнее 40 тыс. л. н. На памятнике Харганын-Гол-5 в комплексе горизонта 5 (начальный верхний палеолит), датируемого возрастом около 38 тыс. лет назад (некалиброванных), найдена тонкая пластина слюды со сверлением (использование слюды человеком фиксируется только с эпохи неолита, когда её стали добавлять в тесто для керамики). Так как ни в один типологический ряд по украшениям эта пластина слюды не попадает, то её определили как предмет неутилитарного назначения. Орудия горизонта 4 на памятнике Харганын-Гол-5 типичны для раннего верхнего палеолита.
Стоянки Tolbor-4_layer_4-5-6 и Tolbor-16_layer_6 в Толборе (Северная Монголия) относятся к исходному (Initial) этапу верхнего палеолита (IUP). Tolbor-21 имеет некоторое сходство с памятниками раннего верхнего палеолита Кара-Бом в Горном Алтае и Нвия Деву в центре Тибета. В районе Рашаан Хад, особенно вдоль склонов горы Биндер в долине Хурхиин Гола, находят сырьё, из которого могли быть изготовлены найденные каменные орудия. Закруглённые скребки и треугольные наконечники идентичны тем орудиям, что были обнаружены в Мойлтын Аме. Кость лошади из района Рашаан Хад датируется возрастом 41 340 — 40 353 лет до настоящего времени, кость дикого быка — возрастом 40 905 возрастом 39 436 лет до настоящего времени. Кость, найденная в слое 6 на поселении Тулбур-4 в долине Тулбуриин Гола, датирована возрастом 37 400 ± 2600 лет до настоящего времени.
На открытом местонахождении Салхит найдена передняя часть черепной крышки Homo sapiens. Её возраст — 34 950—33 900 лет (с вероятностью 95 %, калиброванная дата). Образец назвали Mongolanthropus. Генетикам удалось определить митохондриальную гаплогруппу N. Ядерный анализ образца показал, что салхитская особь была женщиной. Использование статистики f3 и D показало, что она была тесно связана с жившим 40 тыс. л. н. индивидуумом Тяньюань из Китая, но имеет больше аллелей с западными и северо-восточными евразийцами, чем Тяньюаньский человек. У Салхитского индивидуума выявлено до ∼2 % неандертальской примеси, при этом неандертальская родословная содержится в более длинных участках ДНК, чем у современных евразийцев. Приблизительно 0,2—0,3 % генома Салхита происходит от денисовского человека, при этом денисовская родословная идентифицирована в более длинных участках ДНК (>0,2 cM), чем в современных восточно-евразийских геномах. Это первое свидетельство о денисовской примеси Homo sapiens в верхнем плейстоцене в Восточной Евразии, в отличие от Западной Евразии, где не найдено никаких доказательств денисовской интрогрессии у ранних или более поздних Homo sapiens.
Со времён верхнего палеолита сохранились пещерные рисунки в Северной синей пещере (en:Khoit Tsenkher Cave Rock Art) в Кобдоском аймаке
Возможно, территория Монголии обезлюдела в период максимума сартанского оледенения.

### Неолит и медный век
Неолитическое земледельческое поселение обнаружено на территории Восточного аймака (Дорнода). Относящиеся к тому же периоду находки с запада Монголии включают лишь временные поселения охотников и собирателей. В районе строительства будущей ГЭС на реке Эгийн-Гол во время сплошного исследования предполагаемой зоны затопления найдены самые древние из известных в Азии каменных курганов эпохи неолита, датируемые 7-м тысячелетием до нашей эры. У неолитчика из Дунгулина (Дорнод, Восточная Монголия) определена митохондриальная гаплогруппа D4e5b и Y-хромосомная гаплогруппа C2, у неолитчика из Шатар Чулуу (Баянхонгор, Западная Монголия) определена митохондриальная гаплогруппа N1a1a1a и Y-хромосомная гаплогруппа R1b. В гробницах местностей Тамсагбулаг, Баруун-Улзийт, горы Норовлин (Норовлин-уула) Восточного аймака покойника клали в маленькую яму в сидячем положении, а вместе с ним и все его вещи, которые он использовал при жизни.
Население медного века по антропологическим характеристикам было монголоидным на востоке современной Монголии и европеоидным на западе. В эпоху энеолита
(3 тыс. лет до н. э.) люди добывали медь в шахтах в Южном и Восточном гобийских аймаках, Увурхангае, Баянхонгоре и в Центральном аймаке.

### Бронзовый век
Мужчина из чемурчекского ритуального комплекса середины 3-го тыс. до н. э. на Монгольском Алтае имеет морфологические особенности, сближающие его с представителями популяций монголоидного расового ствола, и обнаруживает антропологическое сходство носителями елунинской культуры.
У монгольских чемурчекцев определены митохондриальные гаплогруппы A, T1a1, T2b2, C4+152 (C4-a) и Y-хромосомные гаплогруппы R1b1a2a2-CTS1078, R1b1a2-CTS12478, R1b1a1b-M269>PF6419, R1b1a1b-M269.
Во 2-м тыс. до н. э. в течение бронзового века в западной Монголии ощущалось влияние карасукской культуры. К этому периоду относятся многочисленные Оленные камни и мини-курганы, известные под названием «керегсюрен»; согласно другим теориям, «оленные камни» датируется VIII—VII веками до н. э.

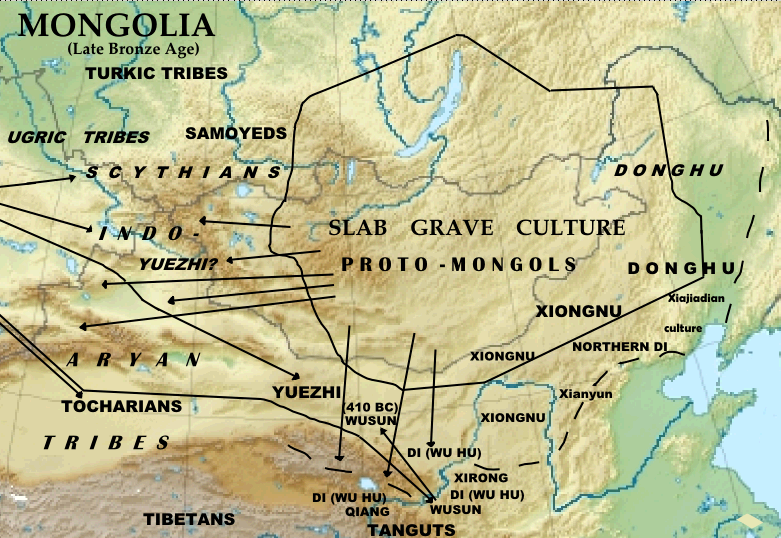
Распространение культуры плиточных могил

Протомонгольские племена, проживавшие в Монголии, создали так называемую культуру плиточных могил. Территория расселения плиточников была необычайно широка: от Байкала, на севере, до Ордоса и предгорий Нань-Шаня (возможно, и Тибета) на юге, и от Хингана на востоке, до предгорий Алтая на западе. Культура плиточных могил была самой восточной из значительных степных культур Южной Сибири. Центр распространения культуры — Монголия, Южная Сибирь и Внутренняя Монголия. Памятники встречаются в Монголии, в южном Прибайкалье и Забайкалье от Саян до Маньчжурии, на Малом Хингане, плато Вэйчань, в северо-западном Китае (Синьцзяне). У представителей культуры плиточных могил определены митохондриальные гаплогруппы F1b1f, C4, C4a1a, C4a1b, D1j, D4, D4b1a2, D4j+(16286), D5a2a, D5a2a1b, G2b2a, M10a1b, M11b и Y-хромосомные гаплогруппы Q1b2 (Q-Y1151; Q-Y1150), Q1a1 (Q-F1096), Q1a1a1 (Q-M120), Q1a1a1 (Q-M265; Q-M120) и G2a2b2a1a1c1a2a1a (G-FGC226; G-FGC249).

### Железный век
Крупный погребальный комплекс железного века V—III веков, использовавшийся также и позднее, во времена Сюнну, был раскопан археологами близ Улангома в Убсунурском аймаке.
Вплоть до XX века некоторые историки предполагали, что скифы происходили из Монголии, что нашло отражение и в русской литературе (Александр Блок: «Да, скифы мы! Да, азиаты мы!»). В VI—V веках до н. э. область проживания скифов доходила до запада Монголии. Мумия 30-40-летнего скифского воина давностью около 2500 лет, со светлыми волосами, была обнаружена в монгольской части Алтайских гор.

## Древний период

### Хунну (209 до н. э. — 93 н. э.)

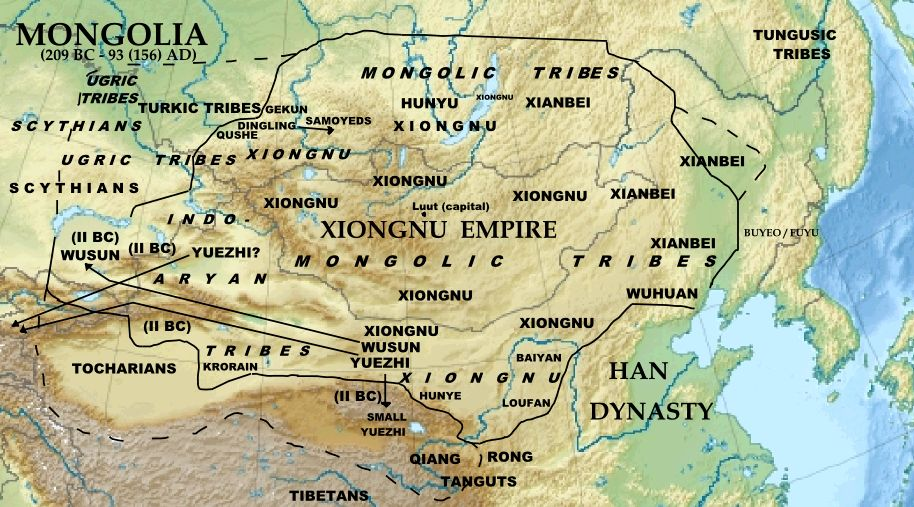
Хунну

У китайцев все кочевники на севере были известны под единым названием «бэйди», то есть северных варваров, тем не менее есть основание предполагать, что в числе их были не только монголы, но и маньчжуры.
Каждый народ получал своё название от имени владетельного дома, которым он управлялся. Ведя постоянные междоусобные войны, племена Монголии иногда заключали между собой и союзы, причём обыкновенно делали набеги на Китай, посылавший дары предводителям племён и тем откупавшийся от их вторжений. Когда с 480 года до н. э. Китай разделился на семь уделов, кочевники Монголии нередко служили одним уделам против других. Такой порядок вещей ещё более научил кочевников набегам на Китай, а китайцы начали совокупными силами оттеснять их на север.
За три века до н. э. три сильных удела, прогнав северных кочевников, укрепились длинными стенами, по объединении же Китая под властью Цинь Шихуанди эти отдельные стены были соединены и составили собой одну Великую стену Китая. У оттесненных на север кочевников к 214 году до н. э. образовались три сильных ханства: в Восточной Монголии — Дунху, в Средней Монголии — самое большое, Хунну, от Ордоса по всей Халхе, и к западу от Ордоса — Юэчжи.
Властитель Хунну, Модэ-шаньюй (209—174), покорил Дунху, рассеял Юэчжи (ариев) и, объединив под своей властью всё пространство в Центральной Азии, основал империю хуннов, простиравшуюся от пределов Маньчжурии на востоке до казахских степей на западе и от Великой стены на юге до нынешних пределов России на севере.
В 202 году до н. э. Модэ начал опустошительные набеги на Китай, окончившиеся тем, что китайский двор признал шаньюй равноправным и обязался выдавать за него своих царевен, посылая ежегодно известное количество даров. При преемниках Модэ прибывавшие с царевнами китайцы научили хуннских правителей управлять на основании законов, взимать подати и вести письменные ведомости. С 71 года до н. э. возникли несогласия в царствующем доме хуннов, значительно его ослабившие. Несколько возвысились хунны снова лишь при Хуханье-шаньюе (57—31) и существовали самостоятельно ещё около двух с половиной веков; затем южные области их ханства поддались Китаю, северные же погибли всецело от внутренних несогласий.
Из ранних протомонгольских племён выделяется племенной союз сяньби, заключивший с Китаем в середине I века н. э. союз против Северной Хунну. Первое серьёзное поражение сянбийцы наносят хунну в 87 году н. э. В начале II века сяньбийцы уже настолько сильны, что совершают набеги на Китай, однако терпят постоянные неудачи.

### Сяньбийское государство (93 н. э. — 234 н. э.)

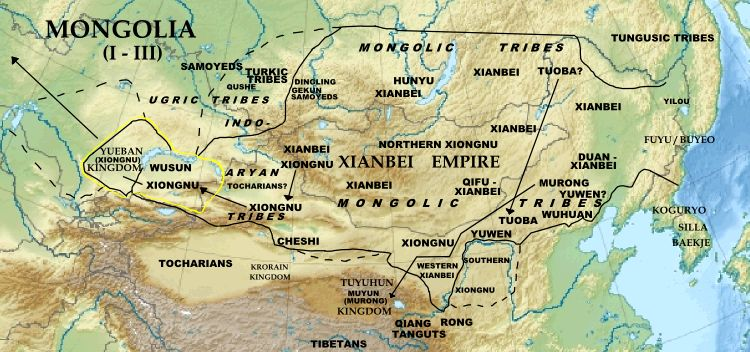
Сяньби

В 141 году родился великий сянбийский полководец и император Таньшихуай. Императором (старейшиной) сяньби он становится в 14-летнем возрасте, через 2 года он наносит урон динлинцам и сокрушительное поражение хунну и вытесняет их из забайкальской степи. В 166 году Таньшихуай отражает китайцев, вторгшихся в земли сяньби. Умер первый император монголов в 181 году. Сяньбийская держава Тоба-Вэй просуществовала до середины третьего века.

### Жужаньский каганат (330—555)

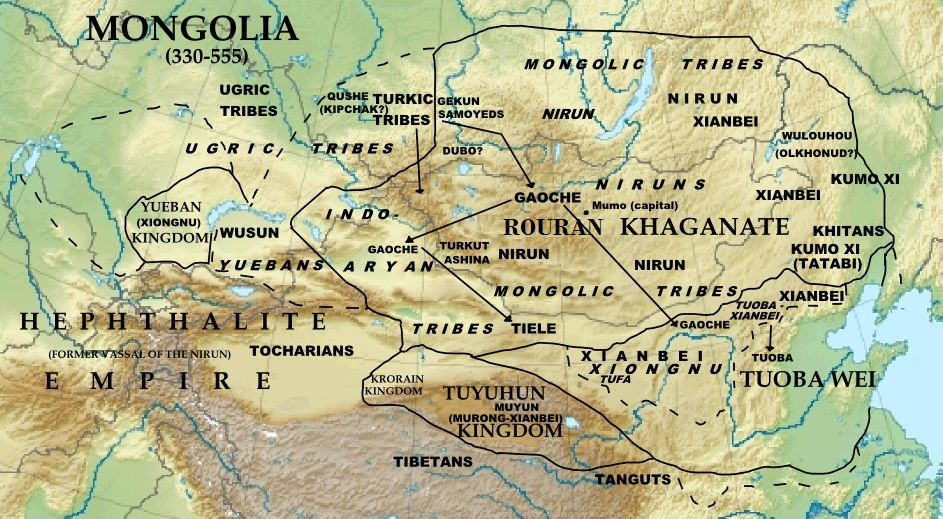
Жужаньский каганат

Жужаньский каганат — государство кочевых монголоязычных народов, которые господствовали в степях Центральной Азии в 330—555 гг. Придворный историк династии Северная Вэй сообщает, что господствующее племя представляло собой ветвь сяньби.
Профессор филологии и путешественник Матиас Кастрен предполагал, что в 1—2-м тысячелетиях н. э. в процессе переселения народов самоедские племена были вытеснены тюрками из пределов Саянского нагорья к северу, где они положили начало таким народам как ненцы, энцы, нганасаны, селькупы. Часть же самодийцев, оставшихся на юге, согласно «южной гипотезе», впоследствии вошла в состав таких крупных народов Южной Сибири, как сибирские татары, тувинцы, хакасы, шорцы и др. Тюркские племена, пришедшие с Западной Сибири постепенно вытеснили и ассимилировали других народов. Некоторые монголы, угры, самодийцы были ассимилированы тюркскими мигрантами. В середине I тысячелетия н. э. ираноязычные скифы, населявшие территорию Центральной Азии, полностью ассимилированы тюрками.
В 552 году тюрки разбили жужаньское войско и в 555 году Жужаньский каганат прекратил существовать. После упадка Жужаньского государства часть жужаней ушли на восток и другая часть осталась в территории современной Монголии.

### Тюркский период (555—848)

#### Тюркский каганат (552—603)
После жужаней на сцену выступили тюкюэ, подчинившие своей власти весь северо-западный край, между тем как юго-восточными и южными степями владели сначала монголоязычные кидани, потом — кумоси; возникали и другие дома, управлявшие под эгидой китайцев и получавшие от них как свои титулы, так и поддержку своей власти. В период Танской династии (620—901) особенно усилилось племя хуйхэ, или древних уйгуров.

#### Восточно-тюркский каганат (603—744)
Восточно-тюркский каганат (603—744) — государство кочевых тюрков. В 603 году произошёл распад Тюркского каганата на Западный и Восточный.
В VII—VIII веках от устья реки Онон и из долины реки Аргунь в верховья Онона до Хентейского хребта переселились носители бурхотуйской культуры.

#### Уйгурский каганат (742—848)
Уйгурский каганат — тюркское государство, пришедшее на смену Восточно-тюркской империи. В 840 году это государство было уничтожено после двадцатилетней войны енисейскими кыргызами. Под натиском кыргызов уйгуры откочевали на юг в Синьцзян. Очаги их государственности продолжали существовать на западе Ганьсу и в южном Синьцзяне. Было принято общее для всех название — уйгуры. В 840 году енисейские кыргызы основали Кыргызский каганат. Преследуя остатки уйгуров, кыргызы с боями дошли до Иртыша и Амура, вторглись в оазисы Синьцзяна. Тохары (индоевропейский народ), обитавшие в Синьцзяне ассимилированы пришлыми уйгурами в IX веке.
Обычно утверждается, что енисейские кыргызы, в отличие от степных предшественников, после разгрома своих противников не распространились по территории Центральной Азии, а продолжали жить в Минусинской котловине. Кыргызы, победив уйгуров, не воспользовались плодами своей победы. Поэтому военные победы кыргызов в Центральной Азии оказались недолговечными. После их прихода степи Центральной Азии охватил хаос и анархия. Проживая вдали от мировых торговых путей, они не понимали его значения. П. П. Азбелев отмечает тот факт, что в китайской летописи почти не записывали хронику Кыргызского каганата. Историки считают, что упадком Уйгурского каганата 300-летние господство тюрков закончилось и тюрки ушли с Монгольского плато. Влияние Кыргызского каганата в Монголии было незначительным.

### Киданьский каганат (907—1125)

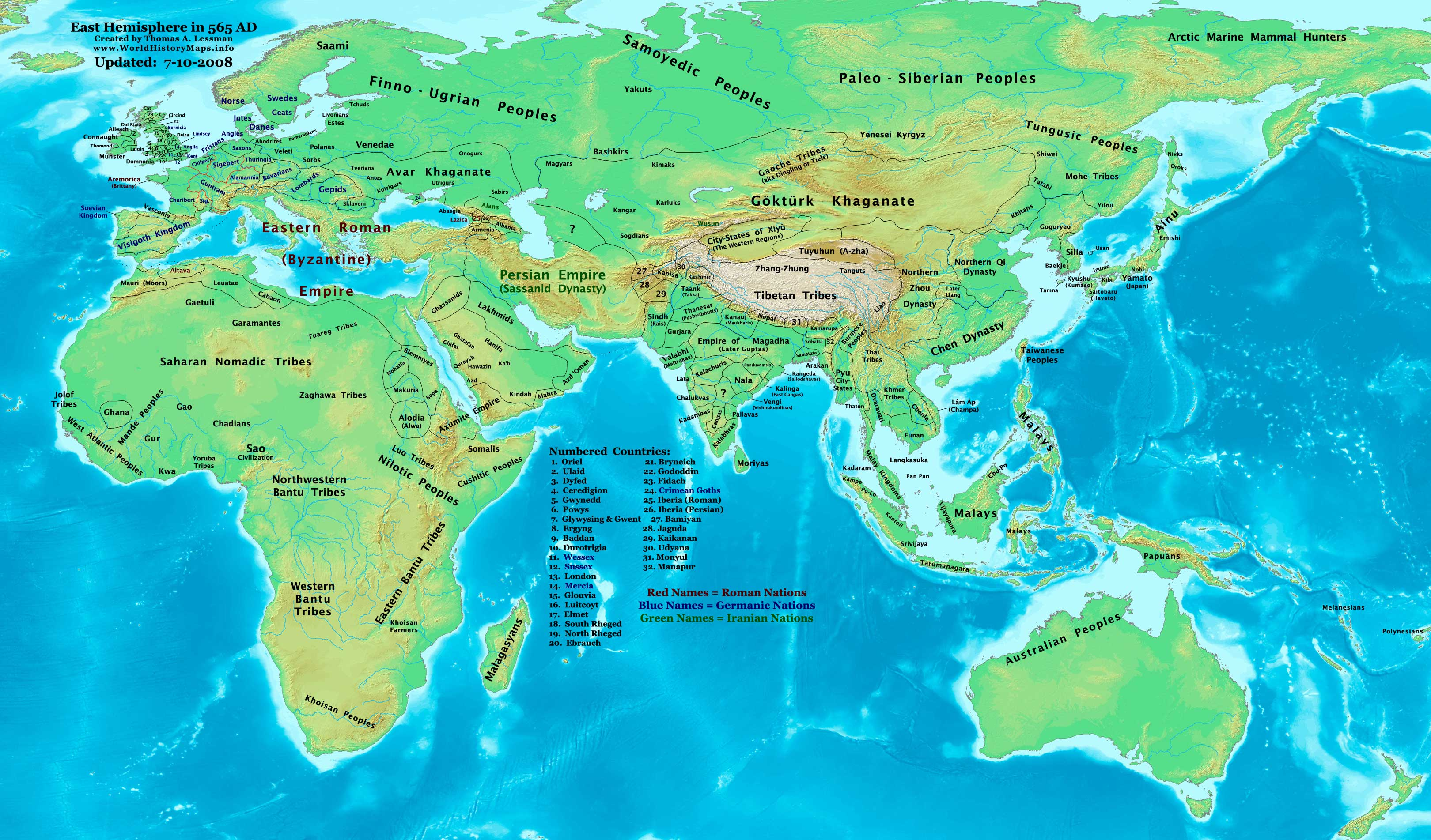
Кидани, татабы-монголы, сяньбийское государство Тогон (285—670), тоба-монгольское государство Северная Чжоу (557—581) в 565 гг.

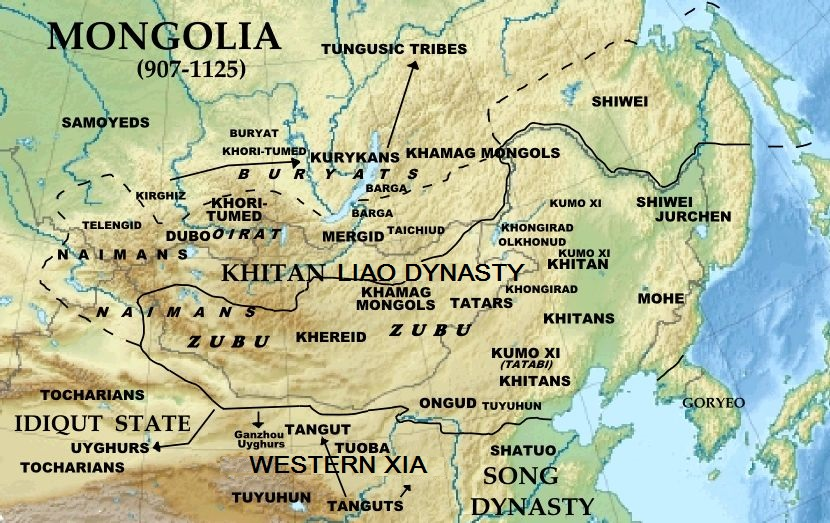
Киданьский каганат

Кидань-монголы с V века являлись значительной силой в Северо-Восточном Китае. И хотя им удавалось наносить поражения армиям империи Тан, создать централизованное государство они смогли лишь к 907 году.
В 907 году киданьский правитель Амбагай (Елюй Амбагай) основал Киданьский каганат в Северо-Восточном Китае. В конце 916 года Амбагай совершил большой военный поход, в результате которого под властью киданей оказалась обширная территория — вся юго-восточная часть современной Монголии и прилегающие области автономного района Внутренняя Монголия КНР. После завоевания Северного Китая государство Кидань стало могущественной империей и В 916 году Амбагай получил титул «Великого священномудрого и Великого просвещённого небесного императора». Примерно в эти годы Амбагай основал столицу своего государства (на территории современного хошуна Байрин-Цзоци городского округа Чифэн в автономном районе Внутренняя Монголия КНР). Завоевания киданей в Центральной Азии были завершены к 924 году и киданьские походы поставили конец гегемонии тюрков на Монгольском плато. Амбагай переименовал его государство в Ляо, или Великое Железное государство.
При правлении Амбагая было создано киданьское письмо.
В 925 году кидани собрали огромную армию не только из своих воинов, но и покорённых народов и союзников для нападения на государство Бохай. За короткое время они захватили его, создав на месте Бохая вассальное государство Дундань. Во главе Дундань был поставлен старший сын Амбагая.
В начале XII века прежде подвластные киданям чжурчжэни подняли мятеж и в 1115 году они основали династию Цзинь. Цзиньско-ляоская война продолжались в течение 10 лет. В 1122 году китайская Империя Сун и Цзинь заключили стратегический союз против Ляо. Империя Сун пыталась вести наступательные действия против Ляо, но безуспешно. В связи с пассивностью сунской армии кидани сделали попытку нейтрализовать империю Сун и обезопасить свои южные границы. Полководец Елюй Даши, потомок Амбагая, был назначен главнокомандующим Южным маршрутом. В 1123 году в войну вмешалось тангутское государство Западное Ся на стороне киданей. Конное войско тангутов разбило несколько мелких отрядов цзиньцев, но в решающем сражении чжурчжэни нанесли ему сокрушительное поражение. В 1123 году по предложению чжурчжэней был поставлен вопрос о мире с тангутами, которым Цзинь за отказ от поддержки киданей предложила несколько киданьских областей (Северный Ганьсу и Западная Внутренняя Монголия). Вскоре тангуты, убедившись в силе цзиньских армий, признали сюзеренитет Цзинь. Единственными союзниками киданей оставались некоторые монгольские племена, включая хамаг-монголов. Ослабевшая Киданьская империя была окончательно завоевана в 1125 цзиньскими войсками. Однако сразу после окончания войны между бывшими союзниками начались разногласия. Империя Сун не собиралась выполнять условия договоров, что привело к началу новой войны. В 1125 году две чжурчжэньские армии начали наступление на империю Сун. Китайские армии были огромны, но состояли в основном из пехоты, которая не могла воевать на равных с чжурчжэньской конницей. В 1127 году чжурчжэни захватили Кайфэн, включив в своё государство север Китая. Многие монгольские племена, которые обитали близко к границе чжурчженской империи, стали вассалами чжурчжэней.
Елюй Даши в начале 1124 года провозгласил себя императором нового государства Северная Ляо но Северная Ляо скоро прекратила существовать. Несколько сотен тысяч киданей под его командованием отступили на запад и некоторое время пытались продолжать борьбу с чжурчжэнями, однако, были разгромлены. Елюй Даши вместе со своими людьми отправился на запад, где завоевал земли в Средней Азии, и образовал Каракитайское ханство (1124—1218).

### Монголы (VI—XII)
Археологические находки подтверждают, что монголы жили в степях Монголии и Забайкалья после упадка Жужаньского каганата.. Для контроля над ними правители тюркских каганатов размещали в Западном Забайкалье своих ставленников из этнических тюркских племен. Им принадлежат немногочисленные по сравнению с могилами местного монголоязычного населения курганные кладки тюркского облика. Но концу I тыс. господство тюркских племен в степях Центральной Азии закончилось, началось возвышение монгольских племен. С IX века или после падения Уйгурского каганата влияние монгольских племен опять выросло и к концу IX — началу X веков монголы распространялись на прежних землях древних монгольских государств, от Хингана на востоке до верховьев Иртыша и Енисея на западе, от Байкала на севере до Великой Китайской стены на юге.
В летописях Танской династии впервые встречается имя монголов; они называются здесь «шивэй монгу». В X и XI вв., по летописям Сунской династии, прозвание «шивэй» отпадает, и монголы именуются уже просто «мэнгу», «монгу» или «монгули». Весьма вероятно, что первоначально это имя принадлежало одному из племён народа шивэй, которое, постепенно возвышаясь, распространило своё название и на другие племена, кочевавшие в XI веке на севере и востоке Монголии. Сами монголы помнят, что после разгрома тюрками монголы пришли в местность, названную как Эргунэ-кун. После этого они украшают своё происхождение легендами. По одному мифу, монголы произошли от серого волка и пёстрой лани; другая же легенда гласит, что родоначальник монголов, Буданчар, был чудесным образом зачат вдовой Алан-гоа от связи с небесным духом. Некоторыми учеными название «Эргэнэ-кун» ассоциируется с названием реки Эргүнэ (Аргунь). Монголы отступили на восток после падения Жужаньского каганата. Судя по данным Сокровенного сказания монголов, монголы, вышедшие из Эргунэ-Куна, вернулись в Бурхан-Халдун в VIII веке. Согласно «Сокровенному сказанию», первопредки Чингис-хана Борте-Чино и Гоа-Марал кочевали на Бурхан-Халдун, у истоков Онона.
По мнению Н. Н. Крадина и Т. Д. Скрынниковой, Эргунэ-кун стал центром политии, образование которой было связано со взаимодействием аборигенного населения (монголов) и пришедших на эту территорию тюркоязычных мигрантов с запада.

## Средневековье

### От племенного строя к Монгольской империи XIII—XIV веков
Буданчар приобрёл главенство над соседними племенами. Его потомок в восьмом колене Есугэй-багатур распространил свою власть на значительное пространство, а сын Есугэя Тэмуджин сделал имя монголов известным всему миру. С него современные монголы и начинают свою историю. Тэмуджин, более известный под именем Чингисхана, родился на берегах реки Онон в начале второй половины XII века. Он был ещё ребёнком, когда умер его отец; эта смерть послужила сигналом к отпадению племён, дотоле признававших власть Есугэя.

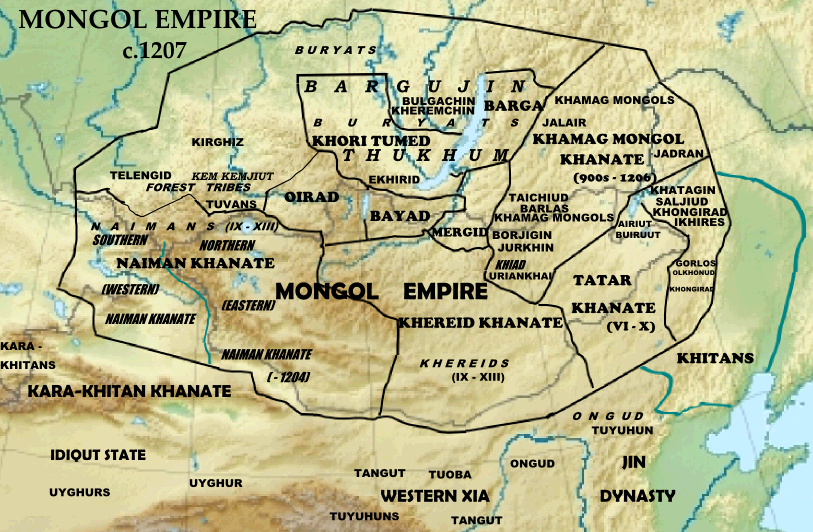
Монгольская империя в 1207 г.

Однако, постепенно Чингисхан подчинил себе сначала мелкие, потом и более сильные племена. В 1206 году он был провозглашён великим ханом, приняв имя Чингиса и дав своему народу название «монгол» (как полагают — потому, что сам он происходил от древнего племени шивэйских монголов). В 1211—1215 был завоёван Северный Китай до реки Хуанхэ; в 1220 г. монголы подчиняют себе Бухару и Хорезм, в 1221 и 1222 подчиняют Хорасан, Ирак и Армению, а в 1223 году появляются в причерноморских степях (битва на Калке). Умер Чингисхан в 1227 г. и перед смертью разделил свою империю между четырьмя сыновьями, из которых Угэдэю было предоставлено верховное управление государством.
Весной 1235 года в местности Талан-даба созывается Великий курултай для подведения итогов тяжёлых войн с империей Цзинь и Хорезмом. Было принято решение вести дальнейшее наступление по четырём направлениям. Лучшие войска были направлены на запад — против русских, половцев, булгар и на восток — против Корё (см. Монгольские вторжения в Корею). Кроме того, было запланировано наступление на южнокитайскую империю Сун, а действовавшему на Ближнем Востоке нойону Чормагану направлены значительные подкрепления. В результате Западного похода в 1242 году монгольские войска достигли Адриатического моря, однако из-за смерти Угэдэя в конце 1241 года монгольские военачальники вернулись на историческую родину для выборов нового Великого хана. После сложных интриг на курултае, который состоялся только в 1246 году, Великим ханом был избран Гуюк. При Гуюке монгольские войска вступили в Тибет, а также расширили монгольские владения в Грузии и Армении. Однако Гуюк скончался в 1247 году, и нужно было выбирать нового Великого хана.
В 1251 году в Средней Азии состоялся курултай, на котором Великим ханом был избран Мункэ. Однако вскоре его противники заявили, что это избрание было незаконным, так как курултай проходил не на территории Монголии. Вспыхнул конфликт, переросший в первую вооружённую борьбу за престол на территории Монгольской империи. Мункэ подавил противников и продолжил территориальную экспансию: монголы пошли на Ближний Восток и напали на китайское государство Южная Сун. В походе на Сун в 1259 году умер Мункэ.
Со смертью Мункэ остановились все военные походы монголов. В 1260 году на курултае в Кайпине великим ханом был провозглашён Хубилай, хотя ранее другой курултай в столице Монголии — Хархорине провозгласил великим ханом Ариг-бугу. Борьба между Хубилаем и Ариг-бугой за верховную власть в Монгольской империи длилась до 1264 года. Однако после этого началась вражда между Хубилаем и Хайду, правившим в Средней Азии. В 1271 году Хубилай провозгласил в Пекине новую императорскую династию Юань. Указ формально распространялся не только на удел Хубилая (в который входила также Монголия), но на всю Монгольскую империю. Последняя фактически распалась на ряд самостоятельных государств — помимо Юань (понимаемой как удел Хубилая) существовали Золотая Орда, государство Хулагуидов и Чагатайский улус. Формально они признавали сюзеренитет Хубилая и его преемников.

### Монголия в период династии Северная Юань (1368—1691)
После крушения империи Юань в 1368 году монгольские императоры вернулись на историческую родину, где преобладало кочевое хозяйство, и где местные феодалы сопротивлялись политике централизации. Монголия официально носило название «Государство Монголия» (Монгол Улс)" и «Северная Юань» (только некоторые императоры использовали этот название) в этот период.
С 1388 по 1400 годы на монгольском престоле сменилось пять ханов, все они умерли насильственной смертью. Власть великого монгольского хана стала номинальной. Делами государства вершили такие феодалы, как Нагачу и Аругтай. Потомки Хубилая неоднократно теряли власть, которая оказывалась в руках потомков Ариг-буги и Угэдэя. Китайские императоры Чжу Юаньчжан и Юнлэ вели успешные войны против монголов, причём на территории собственно Монголии. С конца XIV века резко усилились западные монголы — ойраты.
Процесс феодализации начался у ойратов позже, чем у других монгольских племён, но шёл быстро. Ойратские правители (тайши), избавившись от зависимости от монгольского хана, сами перешли к активным действиям. Тогон-тайши одержал в 1434 году крупную победу над восточными монголами и даже пытался провозгласить себя великим монгольским ханом. Его сын Эсэн-тайши стал фактическим правителем всей Монголии. В 1449 году Эсэн разгромил полумиллионную китайскую армию и взял в плен императора (см. Тумуская катастрофа). Восточномонгольские феодалы во главе с Дайсун-ханом сделали попытку избавиться от ойратского владычества. Однако в 1452 году Эсэн одержал решительную победу над восточными монголами, а в 1454 году провозгласил себя великим монгольским ханом. Это было вопиющим нарушением монгольских законов, ибо Эсэн не был потомком Чингис-хана. В 1455 году Эсэн пал жертвой междоусобиц.

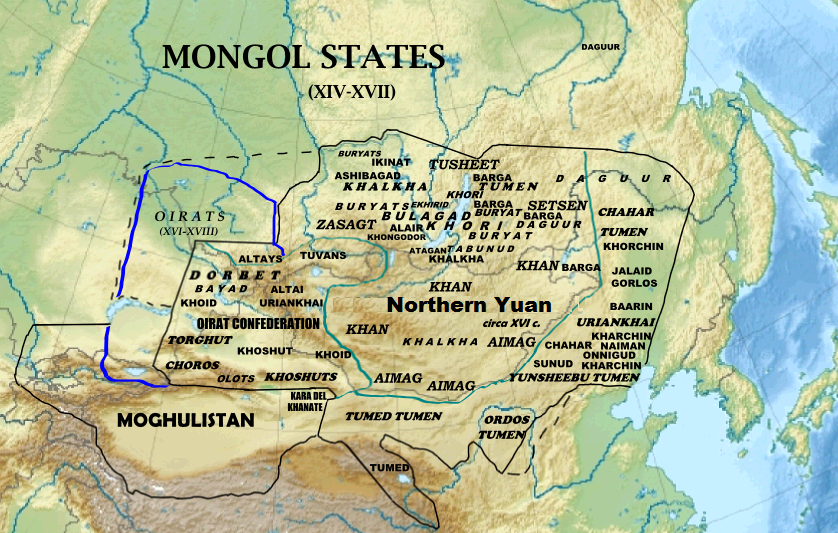
Монгольские государства в 14-17 вв. Монгольский каганат, Ойратское ханство и Могулистан

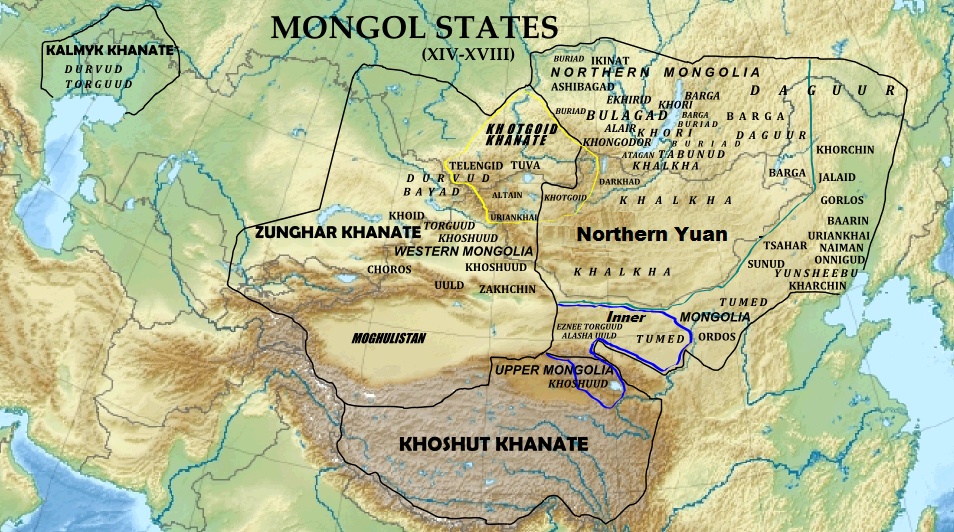
Монгольские государства в 14-18 вв. Монгольский каганат, Джунгарское ханство, Хошутское ханство, Хотогойтское ханство и Калмыцкое ханство

Приблизительно в 1479 году великим монгольским ханом был провозглашён семилетний Бату-Мункэ, являвшийся потомком Чингис-хана. Он стал называться «Даян-хан», то есть «великий юаньский хан». Вдова его дяди, Мандухай-хатун, ставшая его женой, лично возглавила военный поход против ойратов. Одержанная над ойратами победа покончила с их притязаниями на господство во всей Монголии. В результате последующих военных походов вся Монголия оказалась под властью Даян-хана, его ставка расположилась на реке Керулен.
В 1488 году Даян-хан направил китайскому двору письмо, в котором просил согласия принять от него дань. Такое согласие было им получено («данью» Китай называл фактическую межгосударственную торговлю). Однако уже в 1495 году монголы начали военные действия против Китая, и в 1500 году Даян-хан перенёс свою ставку в завоёванный Ордос. В 1504 году Даян-хан вновь обратился к китайскому двору с просьбой принять от него дань. Несмотря на согласие китайского двора, в том же году монголы совершили опустошительное нападение на Датун и другие пограничные области Китая. Мирная торговля с Китаем полностью прекратилась на 70 лет. Даян-хан с 1514 по 1526 год совершал ежегодные нападения на северные области Китая, неоднократно доходя до окрестностей Пекина.
Объединённая Монголия просуществовала недолго. Вскоре после смерти Даян-хана в 1543 году разгорелся первый междоусобный конфликт. В XVI веке Монголия вновь распалась на ряд княжеств, в которых были правителями сыновья Даян-хана. С этого времени среди восточных монголов начинают различать северных (халхасы) и южных (туматы, ордосцы, чахары). Несколько позже, на западе Халха-Монголии родственником Даян-хана, Шолой-Убаши-хунтайджи (1567—1630) было образовано государство Алтан-ханов, ставшее оплотом борьбы восточных монголов с ойратами.
Значительное место среди князей Южной Монголии занимал Туметский Алтан-хан (1543—1582), который в 1554 году основал город Гуйхуачэн (современный Хух-Хото). После смерти Даян-хана он занял лидирующие позиции среди восточных монголов. В 1552 году Алтан-хан предпринял поход против ойратов, которые стали угрожать позициям восточных монголов в Ордосе и Кукуноре. Ойраты потерпели от него поражение. Разобщённостью ойратов и их ослаблением в результате похода Алтан-хана воспользовались восточномонгольские князья, организовавшие против ойратов серию военных походов. В результате основная часть ойратов была вытеснена в район монгольского Алтая и полностью отрезана от рынков Китая.
В начале XVII века Монголия представляла собой ряд независимых владений, располагавшихся по три стороны от пустыни Гоби. Номинальным титулом всемонгольского хана и его печатью обладал глава Чахарского ханства Лигдан-хан (правил в 1604—1634 годах), так как он считался старшим среди потомков Чингис-хана. Лигдан-хан безуспешно боролся за объединение страны перед лицом маньчжурской агрессии. Феодальный сепаратизм усилился настолько, что в начале XVII века многие монгольские князья охотнее становились вассалами маньчжурского хана, чем монгольского.
Создатель маньчжурского государства Нурхаци и его сын Абахай понимали, что задача завоевания огромного Китая неосуществима без покорения Южной Монголии. Для её покорения Нархаци и Абахай применяли тактику, направленную на раздробление сил монголов. В 1620-х годах Нурхаци удалось подчинить себе большинство княжеств Южной Монголии.
В борьбе с маньчжурами империя Мин сделала основную ставку на Лигдан-хана, но ему не удалось заручиться поддержкой северных монголов, а большинство князей Южной Монголии выступили на стороне маньчжур. Потерпев в 1634 году поражение от Абахая, Лигдан-хан с остатками войск отошёл в Кукунор, где вскоре умер, а его сын капитулировал перед маньчжурами. В 1636 году по повелению Абахая собрался съезд правителей 16 южномонгольских княжеств, на котором Абахая провозгласили всемонгольским ханом. В том же году Абахай дал своему государству новое название — Цин.
Изменение внешнеполитической ситуации в регионе способствовало консолидации ойратских племён, что привело к образованию сильного централизованного государства — Джунгарского ханства; время его образования относят к 1635 году, когда глава племени чорос Батур-хунтайджи объединил ойратские племена.
С 1620-х годов русские начали строить остроги в Северной Монголии. В 1688 году войска монгольского Тушэту-хана Чахундоржа напали на Селенгинский острог но отступили из-за недостатка огнестрельного оружия и неготовности к долгосрочной осаде. До 1688 года Чахундорж нанёс несколько сильных ударов по русским острогам и монгольская кавалерия разгромила русских казаков, которые строили остроги в монгольской провинции Хувсгел.
Халха-Монголия стала ареной борьбы между Джунгарским ханством и империей Цин. Правителям империи Цин удалось склонить некоторых правителей Халхи к принятию подданства своего маньчжурского императора. Такое положение дел беспокоило джунгарского хана Галдана, который вмешался в усобицы в Халха-Монголии. Это привело в 1690 году к ойратско-цинской войне. В 1697 году Галдан потерпел полное поражение и покончил жизнь самоубийством; Халха-Монголия была включена в состав империи Цин. В 1715 году ойраты попытались «вернуть» Халху. Империя Цин в это время находилась в сложном положении, и попыталась заключить военный союз против Джунгарского ханства с волжскими калмыками и Россией. В 1739 году обе стороны, изнурённые длительными войнами, заключили мирный договор, по которому ханству была возвращена значительная часть ранее утраченных территорий.
После смерти Галдан-Цэрэна в Джунгарском ханстве вспыхнула ожесточённая борьба за власть. Империя Цин, воспользовавшись благоприятным для себя моментом раскола вражеского государства, ввела туда огромные войска, которые к 1758 году уничтожили не только само государство, но и осуществили геноцид его населения (истребили 2/3 джунгарских ойратов, население которых составляло около 600 000 человек).

### Монголия в составе Цинской империи (1691—1911)

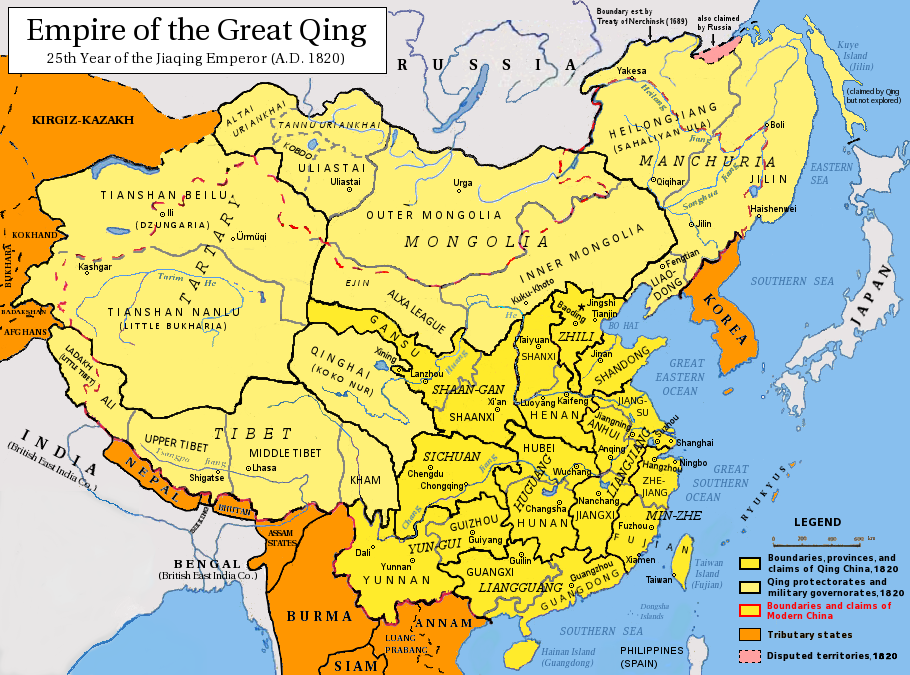
Маньчжурская империя в 1820 г.

В составе Цинской империи территория Внешней Монголии представляло собой отдельное имперское наместничество, поделённое на четыре ханства (аймака) и пограничный Кобдоский округ, расположенный на крайнем западе по соседству с Синьцзяном. Аймаки в свою очередь делились на хошуны — традиционные для Монголии феодальные уделы, имевшие относительно чёткие границы. Однако при маньчжурских императорах хошуны из наследственных владений превратились во временные пожалования, ибо для вступления в наследственное владение и управление требовалось получение монгольскими князьями инвеституры от императора, считавшегося верховным собственником всех монгольских земель. С целью ослабления влияния князей цинские власти дробили аймаки на всё новые хошуны, доведя их число с восьми в 1691 году до 111 к XIX веку.
Все мужчины-миряне в возрасте от 18 до 60 лет считались солдатами-ополченцами (цириками), и по первому требованию маньчжурских властей каждая административная единица должна была выставлять и содержать, из расчёта один воин от десяти семей, вооружённых всадников в полной экипировке. Основными функциями монгольского ополчения были несение караульной службы на границах с Россией и участие в операциях маньчжурской армии в Китае, часто в качестве полицейской силы. Отвлечение на военную службу значительной части производительного населения в условиях его малочисленности тяжёлым бременем ложилось на экономику страны.
В 1644 году на базе Монгольского управления (Мэнгу ямэнь) Монгол жургаан, была создана Палата внешних сношений (Лифаньюань), в ведении которой находились «внешние» народы: монголы, тибетцы, русские, тюрки. Она была следующим после императора звеном управления Монголией. В Палате могли служить только маньчжуры и монголы; китайцы туда не допускались.
В подчинении Палате находились императорские наместники — помощник цзяньцзюня (генерал-губернатор), который командовал всеми монгольскими войсками. Его резиденция находилась в городе-крепости Улясутае и ведал он делами (с 1786 года) двух западных аймаков — Дзасактуханского и Сайнноёнханского. В его подчинении находились два помощника (амбани), которые управляли двумя восточными аймаками — Тушетуханским и Цэцэнханским, с резиденцией в Урге (с 1761 года). Там был расположен монастырь Их-хурэ — резиденция первосвященника Монголии Богдо-гэгэна. Урга постепенно превращалась в фактическую столицу. Хэбэй-амбани (с 1762 года) управляли пограничным округом из города Кобдо. Маньчжуры принесли с собой в Монголию детальную регламентацию всей общественной жизни и осуществляли жёсткий контроль за её соблюдением, хотя основой законодательства для монголов были традиционные монгольские установления, записанные до маньчжурского господства.
В первой половине XVIII века на положение скотоводов Монголии начал оказывать негативное воздействие внедрявшийся в экономику страны китайский торгово-ростовщический капитал. При оседлых пунктах (главным образом монастырях) росло число торговых слобод с лавками, магазинами, складскими и жилыми помещениями. Они становились центрами оптовой и розничной торговли. Значительная разница между низкими закупочными ценами на монгольские товары и высокими продажными ценами на китайские товары создавала для китайских торговцев возможность быстрого обогащения. К середине XIX века в Монголии при прямой поддержке маньчжурских властей открыто действовали отделения нескольких десятков китайских торговых и ростовщических фирм, главным образом пекинских и шаньсийских. Русская торговля ограничивалась проведением раз в три года ярмарки в Кяхте и деятельностью русских купцов вдоль тракта Кяхта-Урга-Калган (с уплатой крупных пошлин).

## Новейший период

### Монголия (1911—1919)

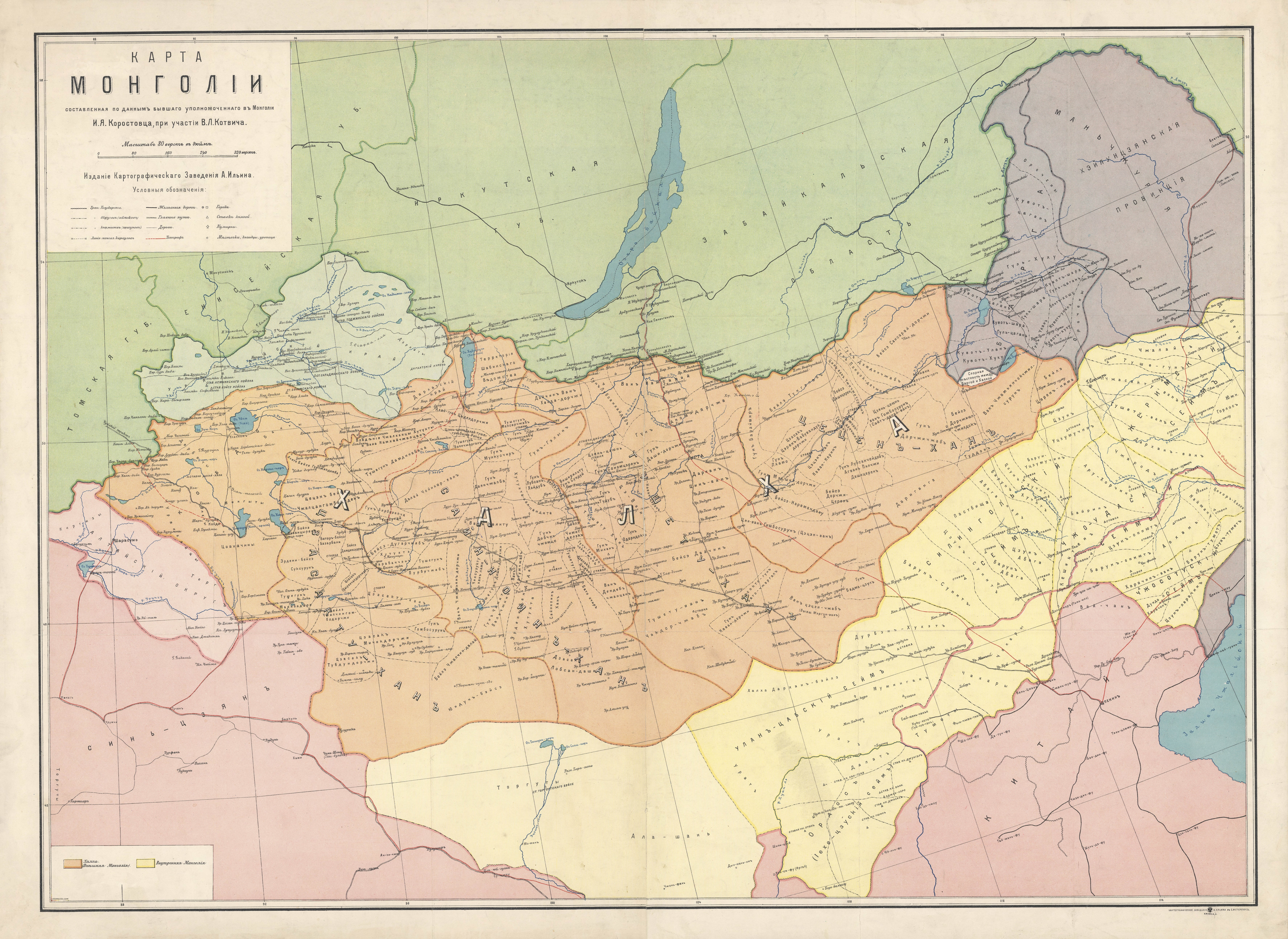
Монголия в 1914 году

В результате Синьхайской революции в империи Цин и установления Китайской республики в Халхе усилилось национально-освободительное движение. 1 декабря 1911 года халхаские князья и ламы провозгласили независимость страны. Юридически это было обосновано тем, что вассальная зависимость Монголии имела место по отношению к маньчжурской династии Цин, а не к Китаю. Богдо-гэгэн VIII, буддийский лидер страны, 29 декабря был возведён в Богдо-ханы и стал теократическим правителем нового государства. Под руководством русских военных советников была создана 20-тысячная монгольская армия. В 1913 году армию мобилизовали для освобождения от Китая Внутренней Монголии.
Новое республиканское правительство Китая отказалось признать независимость Монголии, но в то время не имело возможности восстановить над ней свой суверенитет. Вместе с тем стремление Монголии к независимости нашло поддержку в Российской империи, заинтересованной в появлении буферного государства на границе с Китаем. Россия выступила за предоставление Китаем широкой автономии Внешней Монголии. В движении за независимость Монголии была также заинтересована и Япония, поддерживавшая её деньгами и оружием.

### Китайская оккупация (1919—1920)
Гражданская война в России ослабила русское влияние в Монголии, и уже в 1918 году в Ургу по просьбе части членов монгольского руководства прибыл небольшой китайский корпус. Часть монгольской знати, недовольная богдо-ханским правительством, всё больше симпатизировала возвращению прямого китайского управления Халхой. В период 1918—1919 годов Чэнь И вёл курс на сохранение статус-кво. Он «подтвердил» ханский статус Богдо-гэгэна и все его указы, изданные с 1911 года, даровал ему титулы «Наставника Президента Соединённого государства» и «Владыки жёлтой веры Внешней Монголии» и выделил ему и его жене Цэндийн Дондогдулам по 30 тыс. лян казённого содержания. Исполнительная власть в стране поручалась избираемому князьями из своей среды премьер-министру, кабинету министров и двум законодательным палатам.
К лету 1919 года среди некоторых князей, министров и высших лам Внешней Монголии возобладало настроение отказа от автономии. Эти настроения усилились после смерти в феврале 1919 года председателя совета министров Сайн-Нойон-хана Намнансурэна (предположительно, отравлен сторонниками усиления власти духовенства); расколол национальную элиту и вопрос о его преемнике. Кроме того, численность не плативших государственные налоги шабинаров (аратов Богдо-хана) увеличивалась за счёт населения хошунов, управляемых князьями, в результате чего они теряли своих налогоплательщиков, и к 1919 году составили четверть всего населения Внешней Монголии. Активными сторонниками отмены автономии были министр иностранных дел Цэрэндорж, князья Ширнин-Дамдин и Дархан-чин-ван, и даже глава правительства Бадамдорж — один из высших лам Монголии. Таким образом, в свете политического кризиса страны часть монгольской знати, под давлением находившихся в стране китайцев, подписала заявление о присоединении к Китайской республике.
Китайский сановник в Урге Чэнь И опубликовал «Положение об управлении Внешней Монголией», одним из пунктов которого было восстановление всех аннулированных в 1911 году долгов монголов китайским фирмам и ростовщикам, заключённых на основе кабальной круговой поруки, с учётом процентов с 1911 года. В октябре 1919 года Чэнь И, с одобрения Богдо-хана, вынес на обсуждение парламента т. н. «Шестьдесят четыре статьи», практически восстанавливающие в Монголии цинские порядки. Верхняя палата высказалась «за»; нижняя — «против». «Шестьдесят четыре статьи» были отосланы в Пекин. По сведениям китайских источников, Богдо-гэгэн по прошествии нескольких дней послал курьеров с собственных письмом, утверждая, что это — происки Чэнь И, и требуя его отставки. Несмотря на это, в Китае эти «Статьи» были ратифицированыАрмия, созданная Дуанем для участия в войне, была переименована в «Северо-Западную пограничную армию». Командармом Дуань назначил своего ближайшего сподвижника в аньхойской клике, генерала Сюй Шучжэна. Было объявлено, что поход Армии организуется по просьбе нескольких монгольских нойонов с целью защиты страны от вторжения из России большевистских войск. Другой формальной причиной Китай назвал опасность для него, якобы существующую со стороны «Правительства Великой Монголии» созданного в 1919 году во главе с внутреннемонгольским ламой Нэйсэ-гэгэном Мэндэбаяром на ст. Даурия, которое поддерживал атаман Семёнов.
В 1918—1919 годах монгольское правительство направило большую часть своих войск в Урянхай (Туву) с целью установления своего суверенитета над этой территорией. Пользуясь отсутствием крупных монгольских сил в Урге, Сюй в октябре 1919 года с авангардом в 4 тыс. чел. с лёгкостью занял Ургу, а прибывшие позже 10 тыс. оккупировали всю страну. Позже китайцы несколько раз занимали русский Троицкосавск (Кяхту) по согласованию с военными властями этого города.
Молниеносная оккупация Монголии была с восторгом встречена в Китайской республике, в том числе и оппозиционным Дуаню суньятсеновским правительством Южного Китая.

#### Ликвидация автономии
Сюй Шичан
Сюй инициировал внесение в парламент собственных «Девяти статей», гораздо более радикальных, нежели «Статьи» Чэнь И. Богдо-гэгэн вновь вынес их на обсуждение; вновь верхняя палата высказалась за ликвидацию автономии, нижняя — за её сохранение. Однако 15 ноября после ультиматума Сюя и давления китайских войск пятью министрами правительства «Коллективная петиция правительства, князей и лам Внешней Монголии», ратифицирующая «Статьи», была подписана. Сам Богдо-хан отказался прикладывать печать к этому документу, и 17 ноября он был передан Сюю. Чэнь И был выслан в Пекин для разбирательства по поводу несоответствия его политики курсу китайской великодержавности.
22 ноября 1919 года президент Китайской республики Сюй Шичан утвердил положения этого документа и расторг трехстороннее Кяхтинское соглашение 1915 года, определявшее статус Монголии как автономной части Китая. В декабре монгольское правительство было распущено, а монгольская армия — разоружена и расформирована. Сюй нанёс визит в Пекин, где его встречали, как героя.
По возвращении в Монголию Сюй торжественно ввёз в Ургу портрет президента Китайской республики. В феврале 1920 года он председательствовал на церемонии челобития-коутоу Богдо-хана и правительства страны портрету своего брата Сюй Шичана. Сюй Шучжэн, будучи в должности генерал-губернатора северо-западных провинций Китая, повёл политику, противоречащую национальным интересам монголов.

#### Внутренняя политика
В планах китайцев было строительство нескольких железнодорожных линий: от Долоннора — на Хайлар; на Акшу; на Ургу — Улясутай — Урянхай; Шанхай — Нанкин — Лач — Кобдо; Урумчи — Турфан — Хами. Дальнейший план предусматривал переселение в Синьцзян и Монголию десятков миллионов ханьцев из Внутреннего Китая для полной ассимиляции местного населения. Фактически это была реабилитация «новой политики», — тотальной китаизации «инородцев», проводившейся в последние годы цинской империи.
После того, как Сюй Шучжэн потерпел поражение в Чжили-Аньхойской войне, на его место в Ургу вернулся Чэнь И, при котором китайский оккупационный режим был несколько смягчён; однако оставшиеся в столице генералы Чжан Циньхуй, Го Сунлин и Ма фактически ему не подчинялись. В Урге возникло несколько подпольных антикитайских групп, в конечном итоге обратившимся за помощью в советский Иркутск

### Освобождение Монголии
Основная статья: Штурм Урги
В августе 1920 года Азиатская дивизия покинула Даурию и ушла в направлении Монголии, оккупированной китайскими войсками. Существует предположение, что поход планировался как глубокий рейд в тыл советским войскам, ведшим наступление на Читу, и приказ Семёнова об «исчезнувшей дивизии» и «самоуправстве» барона был дезинформацией. Но в октябре 1920 года войска Семёнова отступили, и рейд Унгерна в тыл красным стал бессмысленным. Анализ документов показывает, что Унгерн имел свой собственный план: начать с Монголии восстановление монархий. Унгерна и его дивизию в Урге с надеждой ждали многие: для монголов он был вестником возрождения независимости, русским же колонистам он нёс освобождение от китайского ига.
Войско Унгерна перешло границу с Монголией 1 октября у посёлка Усть-Букукун и направилось на юго-запад. Подойдя к столице Монголии Урге, барон вступил в переговоры с китайским командованием. Все его требования, включая разоружение китайских войск, были отвергнуты. 26—27 октября и 2—4 ноября 1920 года унгерновцы штурмовали город, но потерпели поражение, понеся значительные потери. Китайцы ужесточили режим в Урге, установив контроль религиозных служб в буддийских монастырях, занявшись грабежами и арестами русских и монголов, рассматриваемых «сепаратистами».
После поражения войско Унгерна отошло в верховья реки Керулен в аймаке Сэцэн-хана в восточной Монголии. Здесь Унгерн получил моральную и материальную поддержку всех слоёв монгольского населения. Материальное положение дивизии улучшалось, в том числе за счёт захватов караванов, направлявшихся из Китая для снабжения китайского гарнизона Урги. В дивизии царила палочная дисциплина — вплоть до жестоких казней после пыток мародёров, дезертиров и воров. Дивизия пополнялась за счёт отдельных групп белых, проникавших из Забайкалья. Монгольские князья, в том числе Г. Лувсанцэвээн, организовали мобилизацию монголов. Теократический монарх Монголии, Богдо-гэгэн VIII, находившийся под китайским арестом, тайно прислал Унгерну своё благословение на изгнание китайцев из страны. По воспоминаниям М. Г. Торновского, ко времени решающего штурма Урги численность Азиатской дивизии составляла 1460 человек, численность китайского гарнизона — 7 тысяч человек. Китайцы имели большое превосходство также в артиллерии и пулемётах, создали систему окопов в Урге и вокруг неё.
Полковник Дубовик, присоединившийся к Унгерну в Монголии, составил доклад с приложением диспозиции взятия Урги. Унгерн и его ближайший помощник Б. П. Резухин признали её отличной, собрали старших офицеров и приняли с некоторыми поправками .
В ночь на 1 февраля 1921 г. две сотни тибетцев, монголов и бурят во главе с Ц. Ж. Тубановым, баргутом Лувсаном и тибетцем Саджа-ламой направились из долины У-Булан (Уу булан, юго-восточнее Урги) на юго-западный склон горы Богдо-ула (южнее Урги) с целью освободить из-под ареста Богдо-гэгэна. Главные силы белых двинулись на город. В тот же день отряд под командованием Резухина захватил передовые позиции китайцев южнее Урги. Две сотни (под командой Хоботова и Неймана) подошли к городу с юго-востока. 2 февраля войска Унгерна после боёв захватили остальные передовые позиции китайцев и часть Урги. Во время этих боёв унгерновский отряд освободил Богдо-гэгэна из-под ареста и доставил в монастырь Манджушри-хийд на горе Богдо-ула. Это оказало деморализующее воздействие на китайцев.
3 февраля Унгерн дал своим войскам отдых. На сопках вокруг Урги белые ночью зажгли большие костры, по которым ориентировался отряд Резухина, готовившийся к решающему штурму. Костры также создавали впечатление, что к Унгерну подошли подкрепления, которые окружают город. 4 февраля барон предпринял решающий штурм столицы с востока, захватив сначала китайские казармы и торговую слободу Маймачен. После жестоких боёв город был захвачен. Часть китайских войск покинула Ургу до и во время боёв. Однако небольшие сражения происходили ещё 5 февраля.

### Монголия при Унгерне
Урга встретила белых как освободителей. Однако первое время в городе происходили грабежи — то ли с разрешения барона, то ли потому, что он не мог остановить своих подчинённых. Вскоре Унгерн жёстко пресёк грабежи и насилия.
22 февраля 1921 года в Урге состоялась торжественная церемония повторного возведения Богдо-гэгэна VIII на трон великого хана Монголии. За заслуги перед Монголией Унгерн был пожалован титулом дархан-хошой-чин-вана в степени хана; многие подчинённые барона получили титулы монгольских князей. Кроме того, барон получил от Семёнова чин генерал-лейтенанта. Часто ошибочно считают, что Унгерн стал диктатором или ханом Монголии, а монархическое правительство было марионеточным. Это не так: всю полноту власти осуществлял Богдо-гэгэн VIII и его правительство. Барон действовал с санкции монарха; Унгерн получил один из высших титулов в Монголии, но не власть.

Унгерн почти не вмешивался в собственно монгольские дела, хотя и помогал монгольской власти. В этот период, несмотря на фактическую изоляцию, в стране был осуществлён ряд прогрессивных мер: открыта военная школа в Урге, национальный банк, улучшено здравоохранение, административная система, промышленность, связь, сельское хозяйство, торговля. Но в отношении колонистов, приехавших в Монголию из России, Унгерн проявил себя как жестокий властитель. Комендантом Урги стал начальник контрразведки Азиатской дивизии подполковник Л. В. Сипайло, сосредоточивший в своих руках всю полноту гражданской власти над колонистами. Со ссылками на приказы Унгерна в Урге было убито 38 евреев; общее же число казнённых разных национальностей (в Монголии и вне её) составляет примерно 846 человек (списки см.:). Причина была в том, что Унгерн считал евреев главными виновниками революций, а революционеров — главными врагами
Барон Унгерн фактически не нарушал нормальной колеи жизни населения Урги, стоя на защите жителей, но с врагами расправлялся жестоко и своих подчинённых не щадил. <…> При занятии Урги всех коммунистов передушили и кончили всех евреев.
Понимая, что Белое дело в России проиграно, Унгерн пытался использовать для восстановления монархии в России недовольство некоторых слоёв населения советской властью. Он надеялся также использовать действия других белых отрядов, монархистов Монголии, Маньчжурии, Китая и Восточного Туркестана, а также японцев. Тем не менее, налаженной разведки и точных сведений о положении в этих регионах и Сибири он не имел, действовал вопреки стратегии Японии. Кроме того, ресурсы Монголии не позволяли обеспечить долгое содержание Азиатской дивизии, ухудшались отношение местного населения к белым и дисциплина в войсках от долгого стояния.

### Заговор и плен Унгерна
Барон Р. Ф. Унгерн и П. Е. Щетинкин
Унгерн решил вести дивизию на запад — в Урянхай на зимовку, чтобы потом вновь начать борьбу. Затем, по-видимому, поняв, что это место в силу географических особенностей станет ловушкой для белых, он решил уходить в Тибет. Эти планы не получили поддержки: солдаты и офицеры были уверены, что задуманный Унгерном поход обрекает их на неминуемую гибель. Как следствие, в обеих бригадах возник заговор против барона Унгерна с целью его убийства и последующего ухода в Маньчжурию.
В ночь с 17 на 18 августа 1921 года Резухин был убит своими подчинёнными. В следующую ночь заговорщики обстреляли палатку самого Унгерна, однако тот успел скрыться. Заговорщики расправились с несколькими близкими к барону офицерами, после чего обе взбунтовавшиеся бригады ушли в восточном направлении, дабы через территорию Монголии добраться до Маньчжурии.
Унгерн предпринял попытку вернуть свою бригаду, однако те отогнали барона выстрелами. Позже он встретил свой монгольский дивизион, который 20 августа 1921 года арестовал его. Затем отряд вместе с бароном был взят в плен разъездом партизан, которым командовал П. Е. Щетинкин.
В мемуарах очевидцев из России и Монголии сохранилось несколько версий ареста барона Унгерна, на основании которых сделана следующая реконструкция. Утром 19 августа Унгерн встретил свой монгольский дивизион. Барон попробовал склонить его на свою сторону. Возможно, Унгерн также приказал арестовать и расстрелять находившихся в дивизионе русских инструкторов. Однако монголы не хотели продолжать борьбу и помогли бежать, по крайней мере, некоторым из них. Чтобы выйти из борьбы, командир дивизиона Бишерельту-гун Сундуй с подчинёнными утром 20 августа связали Унгерна и повезли к белым (монголы считали, что пуля не берёт барона). К тому времени красные из отряда Щетинкина узнали от пленных о том, что произошло в бригаде Унгерна. Они направили разведгруппу и наткнулись на связанного барона с монголами, направлявшимися в сторону уходивших белых.

### Период социализма (1921—1991)
МНРП добилась власти в стране в 1921 году в ходе Народной революции. Были подавлены вооружённые восстания противников коммунистичнсеого режима, среди которых были не только феодалы и монахи, но и простые араты.
В течение последующих десятилетий политическая практика и экономика Монголии оставались теснейшим образом связаны с СССР и СЭВ. После отставки в 1984 году с поста генсека ЦК МНРП Ю. Цеденбала и назначения Ж. Батмунха начались экономические реформы, проводимые по образцу советских.

### Современная Монголия (1992 — н. в.)
Монгольская демократическая революция (монг. Ардчилсан хувьсгал) в Монгольской народной республике в 1990 году началась с ряда митингов и демонстраций в Улан-Баторе и окончилась отставкой правительства МНРП, введением многопартийных выборов и принятием новой конституции. Революция носила исключительно мирный характер.
В январе 1992 года была принята новая Конституция Монголии, а в феврале того же года — новая программа МНРП.
Однако МНРП сохраняла власть: на прошедших в июне 1992 года выборах в Великий государственный хурал она получила 70 мест, Демократический альянс — только 4 места, Монгольская социал-демократическая партия — 1 место, и 1 мандат был предоставлен беспартийному самовыдвиженцу.
МНРП начало быстро осуществлять рыночные реформы — в частности, приватизацию — в 1993 году частный сектор произвёл 60 % ВВП страны. Поголовье скота возросло с 25,8 млн голов в 1990 году до 28,5 млн голов в 1995 году.
Вскоре экономическое положение резко ухудшилось: инфляция за 1992 год составила 352 % и в начале 1993 года в Улан-Баторе была введена карточная система: столичный житель в месяц получал 2,3 кг муки 1-го сорта, 1,7 кг муки 2-го сорта и 2 кг мяса. В июне 1993 года на всеобщих президентских выборах победил П. Очирбат (57,8 % голосов), который ранее отказался от членства в МНРП и был выдвинут оппозиционными партиями.
В январе 1996 года было введено государственное финансирование партий.
На парламентских выборах 1996 года победу одержал оппозиционный Демократический союз (50 мест), тогда как МНРП получила только 25 мест. Демократический союз продолжил приватизацию, отпустил цены, провёл чистку госаппарата от членов МНРП. Результатом стало возвращение к власти МНРП: в мае 1997 года кандидат от этой партии Н. Багабанди стал президентом Монголии, а в 2000 году партия выиграла выборы в Великий народный хурал, получив 72 из 76 мандатов. Победе МНРП фактически способствовало убийство 2 октября 1998 года популярного лидера демократического движения С. Зорига.
В начале 2000-х из-за заморозков в стране погибло около трети поголовья скота.
В 2001 году представитель МНРП Н. Багабанди был переизбран президентом. Вскоре в МНРП возник раскол, ряд членов был исключён из партии.
В 2004 году МНРП на парламентских выборах получила только 38 мандатов, что привело к формированию коалиционного правительства во главе с демократом Ц. Элбегдоржем.
Вскоре МНРП взяла реванш: на президентских выборах 2005 года победил её кандидат Н. Энхбаяр,
а в 2006 году 10 министров-членов МНРП вышли из коалиционного правительства, что привело к его отставке.
2008 год: после парламентских выборов произошла «юрточная революция», поводом для беспорядков стали выборы в Великий Государственный хурал 29 июня, по результатам которой победу одержала правящая МНРП; в конечном счёте, МНРП получила 39 мандатов, а Демократическая партия — 25 мест, было образовано коалиционное правительство: 8 членов МНРП и 5 членов Демократической партии.
На президентских выборах 2010 года победу одержал представитель Демократической партии Ц. Элбэгдорж.
В апреле 2012 года экс-президент Н. Энхбаяр был арестован и осуждён за события во время «юрточной революции» 2008 года, за растрату государственного имущества и взятки. В том же году Демократическая партия получила большинство мест в парламенте.
В 2016 году прошли очередные выборы в Великий государственный хурал. По результатам выборов получили места в парламенте: Монгольская народная партия — 65, Демократическая партия — 9, МНРП — 1, самовыдвиженец — 1.